# Nava „Ebb Tide”
Ebb Tide a fost navă americană. Inițial nava a fost concepută și destinată pentru aprovizionarea cu materiale și depozitare la platformele de foraj maritime.
În 1955 Alden J. ”Doc” Laborde, nefiind mulțumit de performanțele ex-navelor militare Amfibii barje de asalt, ce erau folosite în această muncă, e elaborată o nouă versiune de navă, propulsată de două motoare puternice cu timoneria dispusă în provă și o lungă punte spre pupă (Nava avea 36 metri lungime și o punte de 27 metri).
Ebb Tide a intrat în serviciu în 1956 și a devenit prima navă a Tidewater Company, companie care mai târziu s-a dezvoltat ajungând armatorul suprem pe întreg mapamondul.
Nava concepută pe aceste principii este cea mai populară între PSV până în ziua de azi.